# コリーヌ・セロー
コリーヌ・セロー（Coline Serreau, 1947年10月29日 パリ - ）は、フランスの映画監督、脚本家。

## 来歴
パリで、文学・音楽・演劇、さらにアニー・フラッテリーニのAcadémie Fratellini でサーカスを学んだ。
1970年、ヴィユ・コロンビエ劇場で女優としてデビュー。その後、舞台女優として、『夏の夜の夢』のハーミア(1971年)、ピランデッロ作『リオラ』(1973年)、『オセロー』のデズデーモナ(1974)など大役を演じた。
1973年には、最初の映画脚本を執筆。セローの監督第1作『Mais qu'est ce qu'elles veulent?（でも結局彼女たちは何を望んでいるの？）』は、さまざまな背景を持つ女性たちへのインタビューで構成されたドキュメンタリー映画で、そのあけすけな表現が一部の観客にショックを与えた。
最大の商業的ヒット作は1986年のコメディ映画『赤ちゃんに乾杯!』で、セザール賞では3部門で受賞した。アメリカでも評判となり、リメイクされる程の人気となった。
1986年には最初の戯曲となる『Lapin Lapin（ウサギ、ウサギ）』がベノ・ベッソン（en:Benno Besson）の演出でパリで初演された。ベッソンとの共同制作はそれから数年間続き、『Le théâtre de verdure』（1987年）、『Quisaitout et Grobêta』（1993年）といった作品もベッソン演出で上演している。
1998年には音楽舞踊劇『Le Salon d'été』(指揮ジェフ・コーエン、振付ラウラ・スコッツィ)で演出・執筆・主演。2000年には、パリ・オペラ座の依頼で、ヨハン・シュトラウスの喜歌劇『こうもり』(大晦日の公演はTV生放送となりNHKでも放映)を演出家デビュー(振付はスコッツィ)。これが評判となり、同歌劇場は2002年にロッシーニ作曲『セビリアの理髪師』(ジョイス・ディドナート主演の公演はTV収録され、後にDVD化)の新演出も依頼し、人気演目となり、2012年まで度々上演された。2012年には主演のナタリー・デセイの希望でマスネ作曲『マノン』を同所で新演出したが、その後芸術監督の変更などもあり再演はされなかった。また、2006年にはモリエール作『女房学校』で演劇の演出も始めると共にアルノルフ役を男装して主演している。

## フィルモグラフィ
- On s'est trompé d'histoire d'amour(1974年）脚本、出演（アンヌ役）。監督はジャン・ルイ・ベルトゥチェリ。
- 彼女と彼たち—なぜ、いけないの— Pourquoi pas ! (1977年）監督、脚本。主演はサミー・フレー。
- Mais qu'est ce qu'elles veulent ?（1978年）
- Qu'est-ce qu'on attend pour être heureux !, （1982年）監督、脚本。日本劇場未公開・VHS題「ファンタスティック・カーニバル フランス式CMの作り方」
- 赤ちゃんに乾杯!（Trois hommes et un couffin, 1985年) 主演はロラン・ジロー、ミシェル・ブジュナー、アンドレ・デュソリエ。
1987年に、アメリカで『スリーメン&ベビー』Three Men and a Baby としてリメイク。
- ロミュアルドとジュリエット Romuald et Juliette(1989年）監督、脚本。主演はダニエル・オートゥイユ、フィルミーヌ・リシャール。
- スリーメン&リトルレディ（3 Men and a Little Lady, 1990年）脚本のみ。『スリーメン&ベビー』の続編。
- 忘却に抗って - 命のための30通の手紙 (Contre l'oubli, 1991年) オムニバス挿話。映画祭上映
- 女と男の危機 La Crise (1992年）監督、脚本。主演はヴァンサン・ランドン。
- L'enfant (TVシリーズ Lumière sur un massacreの１話)
- 美しき緑の星 La Belle verte (1996年）監督、脚本。映画祭上映
- 女はみんな生きている Chaos (2001年）監督、脚本。主演はカトリーヌ・フロ
- 赤ちゃんに乾杯! 18年後 18 ans après, (2003年）監督、脚本。『赤ちゃんに乾杯!』の続編。映画祭上映
- サン・ジャックへの道 Saint-Jacques... La Mecque (2005年）監督、脚本。
- Dix films pour en parler (2007／短編)
- Solutions locales pour un désordre global (2010／ドキュメンタリー)
- カラフル Couleur locale (2014／TV映画) TV5MONDEで字幕付き放映
- Tout est permis (2014／ドキュメンタリー)
- ピエール・ブロソレット～レジスタンスに生きた男 Pierre Brossolette ou les passagers de la lune (2015／TV映画) TV5MONDEで字幕付き放映。ピエール・ブロソレットを描いた作品

## 読書案内
- Colville, G. "On Coline Serreau's Mais qu'est ce qu'elles veulent? and the Problematics of Feminist Documentary", French Cinema, Nottingham French Studies, vol. 32,1993, No.1, pp.84-89